# Tumultus
Cet article possède un paronyme, voir Tumulus.

Dans la Rome antique, le tumultus (« tumulte » en latin) est un état d'exception décrété en cas de menace d'attaque hostile. 
D'après Cicéron, les Anciens en distinguaient deux types : d'une part, le tumultus Italicus (« tumulte italien »), correspondant à une guerre en Italie et, d'autre part, le tumultus Gallicus (« tumulte gaulois »), correspondant à une attaque gauloise. Le tumultus remontait probablement au moins au sac de Rome, vers 390 av. J.-C..